# Mulligan Stew (Roman)
Mulligan Stew ist ein 1979 erschienener postmoderner Roman des US-amerikanischen Schriftstellers Gilbert Sorrentino. Darin wird der Produktionsprozess eines Romans dargestellt, dessen Autor das kritische Verhältnis zu sich selbst und seinem Schaffen verliert. Das zentrale Motiv in Sorrentinos metafiktionalem und parodistisch angelegtem Schachtelroman ist das Scheitern.

## Inhalt und Aufbau
In Mulligan Stew lassen sich vier ineinandergeschachtelte Ebenen unterscheiden. Die als B aufgeführte ist die Haupthandlungsebene. Abgesehen vom Roman-im-Roman (C) verläuft die Handlung weitgehend linear. Mulligan Stew ist aus Romanentwürfen, Notizbucheinträgen und einer Vielzahl von Archivmaterialien der Figuren (Briefe, Roman- und Kurzgeschichtenfragmente sowie Vorworte, Rezensionen, Verlagskataloge, Werbebroschüren, ein pseudowissenschaftlicher Aufsatz und ein Theaterstück, Gedichte usw.) montiert.

### Ebene A
Noch vor dem Titelblatt sind auf farbigem Papier zwölf den Roman Mulligan Stew betreffende Ablehnungsschreiben von Lektoren sowie ein Gutachten und ein Briefwechsel zwischen dem Verlagsleiter von Grove Press und dem Justiziar des Mutterverlags Hasard House abgedruckt. Die durch den Bezug auf den Roman selbst sowie auf Sorrentino und seinen Lektor erzielte 'Mimikry' der Realitätsebene des realen Autors wird durch die aus fiktiven Werken entlehnten Namen der Verlagslektoren unterlaufen.

### Ebene B
Der talent- und erfolglose Schriftsteller Antony Lamont schreibt einen 'experimentellen Detektivroman'. Zwischen den Entwürfen zu den einzelnen Kapitel finden sich auch Lamonts Notizbucheinträge und Archivmaterialien. Insbesondere Lamonts Briefe gewähren Einblicke in dessen eigenes Leben – die Anfragen/Repliken lassen sich (mit wenigen Ausnahmen) nur aus seinen darauffolgenden Erwiderungen erahnen. Während Lamont versucht, sich und seinen Briefpartnern einzureden, er sei ein avantgardistischer und verkannter Autor, verreißt er zugleich rücksichtslos die Arbeit und Ansichten anderer – u. a. in:
- Briefen an seine Schwester Sheila und deren Mann, dem Schriftsteller Dermont Trellis. Diesem wirft er vor, sein (geringes) Talent an kommerziell ausgerichtete Literatur zu verschwenden. Als sich bei seinem Schwager Erfolg einstellt, werden Lamonts Angriffe heftiger. Seiner Schwester wirft er, ihn und sein Werk zu verraten;
- Briefen an den Literaturprofessor Pomeroy Roche, der einen früheren Roman Lamonts für ein Seminar über experimentelle amerikanische Literatur verwenden will. Darin sieht Lamont eine Chance, wenigstens in der akademischen Welt Anerkennung zu finden. Als Roche ihm absagt und sich für den pornographischen Roman von Dermont Trellis entscheidet, überzieht Lamont den Professor mit Beschimpfungen:
- Briefen an seine Exfrau Joanne, in denen er Erinnerungen nachtrauert sowie ihre Anerkennung und ihr Mieder erbettelt;
- Briefen an die Lyrikerin Lorna Flambeaux, die Lamont erotische Gedichte zur Begutachtung schickt, sich beim persönlichen Treffen jedoch heftig gegen seine plumpen Annäherungsversuche wehrt.

Lamont nimmt seine Rückschläge zunehmend als Teil einer allumfassenden gegen ihn gerichteten Intrige wahr, der er bald nur noch sein kommendes Meisterwerk entgegenzusetzen zu haben glaubt. Überdies plagt ihn (nicht zu Unrecht) das Gefühl, seine Figuren führten ein Eigenleben hinter seinem Rücken. In dem Maß, in dem Lamont die Kontrolle über sein Leben und sein Werk verliert, werden die Kapitel seines Romanes fortschreitend inkohärenter und stilistisch (noch) schlechter. Das Label „experimentelle Literatur“ dient ihm als Ausrede sich selbst gegenüber, dass der Text so stehenbleiben kann, wie er im unkontrollierten Schreibprozess entsteht: „Es ist an der Zeit, sich wegen der Motivation gar keine Gedanken mehr zu machen“ (S. 451). Am Ende versucht Lamont den betrügerischen Hellseher Joseph Beshary davon zu überzeugen, Geld in eine Kettenbriefaktion zur Verbreitung seiner Bücher zu investieren.

### Ebene C
Der Roman-im-Roman ist Antony Lamonts Manuskript zu Billiger Roter (engl.: Guinea Red). Alle Kapitel außer 1, 6, 1’’ und 13 sind Rückblenden:
- 1 – [ohne Titel]: Martin Halpin wartet in einem Haus am See auf die Polizei und überlegt, ob er Ned Beaumont umgebracht hat.
- 1’ – Engelsstürze: Gespräch zwischen Halpin und Beaumont.
- 2 – Beste Absichten: Halpin sinniert über die Farbe Blau.
- 3 – Schmerzliche Bissen: Halpin versucht, während eines Restaurantbesuchs mit Beaumont über Miss Corrie Corriendo und Mme. Berthe Delamode zu sprechen.
- 4 – Der tragische Narr: Halpins Vita von der Geburt bis zur Verlagsgründung mit Beaumont; Beaumonts Liebe zu Daisy Buchanan.
- 5 – Geplatzte Liebesbriefe: Beaumonts Affaire mit Daisy. Über erotische Bücher kommt Beaumont mit Corriendo und Delamode in Kontakt, wird ihnen sexuell unterwürfig. Nachdem er ihn einen Club geschenkt hat, lassen sie Beaumont abblitzen.
- 6 – Vergossene Tinte: Halpin wartet noch immer auf die Polizei und ersinnt Szenarien, warum diese nicht kommt.
- 7 – Der Wald so wild: Halpin geht zu Corriendo und Delamode in den Club, um diese von Beaumont abzubringen, wird selbst von ihnen verführt.
- 8 – Sie ist die Göttin, die Perle: Halpin wird von Daisy aus dem Club gerettet; Daisys Lebensbeichte; Halpin und Daisy haben Sex und gehen danach sofort zur Abtreibung.
- 9 – Got the Daisy Blues: Halpin sinniert über Daisy.
- 1’’ – Engelsstürze: Neufassung des 1. Kapitels, in der sich Halpin bewusst ist, dass er Beaumont wegen Daisy getötet hat.
- 10 – Namenlos Schamlos: Halpin und Daisy wollen gemeinsam Corriendo und Delamode von Beaumont abbringen und werden von den beiden in eine Orgie verstrickt.
- 11 – Nackte Katastrophe: Halpin, Daisy und Beaumont gehen zu einer Zaubervorstellung von Corriendo und Delamode, um deren Tricks bloßzustellen, woraufhin die beiden mittels echter Magie zurückschlagen.
- 12 – Wie schwanke Blume geknickt: defätistischer und wirrer Bewusstseinsstrom.
- 13 – Verstörte Vernunft: Halpin wartet im Haus am See und hat das Gefühl, dass Beaumonts Leiche verschwunden ist.
- 14 – Einfach so tun: Gespräch zwischen Halpin und Beaumont (bzw. mit sich selbst – er muss beide Rollen einnehmen, da Beaumont bereits aus dem Roman verschwunden ist).

### Ebene D
Die Romanfiguren führen, solang sie nicht im Roman beschäftigt werden, ein vom Autor bzw. allen Autoren (teilweise) unabhängiges Eigenleben. Davon berichten Halpins Notizbuch und die von ihm gesammelten Materialien. Halpin und Beaumont fühlen sich tief beschämt durch die ihnen aufgebürdeten peinlichen Dialoge, das „verworren[e], unnatürlich[e] »Englisch«“ (S. 226) und die ebenso widersprüchlichen wie anzüglichen Handlungen – die ihrem Berufsethos als Romanfiguren zuwiderlaufen. In ihrer „Freizeit“ erkunden sie das Haus am See und dessen Umgegend, die sich als unvollständig angelegt erweisen. Schließlich reift ihr Entschluss, aus Lamonts Roman zu fliehen. Von den erotischen Szenen in Lamonts neuestem Kapitel verlockt und im (naiven) Glauben an eine bevorstehende Liebesszene mit Daisy bleibt Halpin länger als Beaumont, folgt ihm aber letztlich desillusioniert zu einer „Art »Depot«, wo Figuren warten können, bis man sie anstellt“ (S. 527–528).

## Hintergrund

### Titel
Mulligan Stew ist der um 1900 aufgekommene Name einer Mahlzeit, die US-amerikanische Wanderarbeiter und nicht arbeitende Obdachlose aus zusammengeborgten Zutaten kochten. Eine vergleichbare 'Rezeptur' verwandte Sorrentino in seinem Roman, in dem er eine Vielzahl sprachlicher Stile und zusammengetragener Klischees verarbeitet. Buck Mulligan ist zudem eine Figur in James Joyce’ Roman Ulysses, dem Sorrentino in Mulligan Stew eine Hommage erwies und ihn zugleich parodierte.
Der Rezensent Jim Feast berichtet, dass Sorrentino die Auswahl eines Titel (aus verschiedenen seiner Ideen) so schwer fiel, dass diese letztlich von Barney Rosset (Grove Press) getroffen wurde.

### Intertextuelle Bezüge
Sorrentino greift in Mulligan Stew die Prämisse: 'Romanfiguren wollen ihrem Autor entkommen' aus Flann O’Briens Auf Schwimmen-zwei-Vögel auf und fügte laut eigener Aussage das Element „absolute Künstlichkeit“ hinzu. Die meisten Figuren des Romans entlieh er Werken anderer Autoren: Der Schriftsteller Antony Lamont und seine Schwester Sheila stammen aus Auf Schwimmen-zwei-Vögel (1939), ebenso Dermot Trellis, der hier wie dort Wildwestromane verfasst. Daisy und ihr Mann Tom Buchanan stammen aus Der große Gatsby (F. Scott Fitzgerald, 1925). Lamonts Romanfigur Martin Halpin ist ein Gärtner aus einer Fußnote in Finnegans Wake (James Joyce, 1939) und Ned Beaumont aus Der gläserne Schlüssel (Dashiell Hammett, 1931).
Auch die Namen der Lektoren, die unter den (womöglich nicht vollkommen fiktiven) Ablehnungsschreiben an Sorrentino stehen, stammen aus anderen Romanen – u. a. Frank (François) Bouvard aus Bouvard und Pécuchet (Gustave Flaubert, 1881), Chad Newsome aus Die Gesandten (Henry James, 1903), Yvonne Firmin aus Unter dem Vulkan (Malcolm Lowry, 1947), John Cates aus JR (William Gaddis, 1975) und Harry White aus Der Dämon (Hubert Selby, 1976).

### Fiktive Werke im Roman
Beschrieben oder in Auszügen wiedergegeben werden, neben Antony Lamonts in Arbeit befindlicher Roman Billiger Roter (später Krokodilstränen), dessen Vorgänger Baltimore Blues, Zweiendreier, Veilchenstrahlung und Unzierat. Weiterhin Dermot Trellis pornographischer Roman Der rote Schwan (auch: Bizarre Personae) sowie dessen in Arbeit befindlicher Westernroman Roter Morgen, Blauer Drillich.
Einige weitere, lediglich erwähnte Werke sind How to understand the deaf von James Joyce, William Carlos Williams und die Sioux von Fred Engels, Fünfundfünfzig harte Nüße von Albert Einstein, Flitterwochen in Chinas von Mao Tse-Tung, Favorite Songs of the American Legion von Horst Wessel. Mit Die scheinbare Aufweichung des fernen Nichts von Gilberto Soterroni spielte Sorrentino auf seinen eigenen nachfolgenden Roman Die scheinbare Ablenkung des Sternenlichts (1980) an.

### Metatextuelle Aspekte
In Halpins Tagebuch werden zahlreiche Aspekte der Fiktion angesprochen:
- die Unvollständigkeit und Inkonsistenz des vom Autor erdachten Raumes

„Es ist ein recht merkwürdiges Haus, um es milde zu formulieren. Es gibt das Wohnzimmer und das Herrenzimmer, aber andere Räume haben wir nicht finden können. Es scheint so, als gäbe es andere Zimmer, aber wenn wir uns ihnen nähern, dann – ich weiß kaum, wie ich es sagen soll – sind sie einfach nicht da. […] Neben dem Wohnzimmer führt eine Treppe »nirgendwohin«. Ach, ich meine damit nicht, daß sie im leeren Raum verschwindet, sie führt nur in eine Art … Dunstigkeit“ (S. 45, Hervorhebungen im Original).
Alle Bäume an der Straße „hatten dieselbe Form, Höhe, Farbe usw. Sie waren Bäume auf eine sehr generelle Weise – »typische« Bäume. Sie sahen in erstaunlichem Maße aus wie Zeichnunungen. Die Sonne stand über und hinter mir und bewegte sich während meiner ganzen Wanderung nicht. Ich warf keinen Schatten. All dies war einigermaßen beunruhigend“ (S. 211).
Auch die nächstgelegene Stadt war „auf eine recht bizarre und verwirrende Weise unfertig[,] hier und da bestanden Gebäude nur aus Fassaden und Türen, andere hatten (wie unser Haus) unklare, unvollendete Stockwerke, Straßen hörten plötzlich auf und dahinter lagen weite Zonen Nebel und Himmel“ (ebenda).
- die Ursache ausufernder Beschreibungen und Exkurse

In der Stadt triff Halpin auf Clive Sollis (eine von Joyce’ Nebenfigur aus Finnegans Wake, die auch in einem früheren Romane Lamont „gearbeitet“ hatte). Dieser erklärt, dass Lamont sie hier nicht finden werde, da die Stadt sich in einem vergessenen Fragment befinde, das „auf einem Dachbaden in Poughkeepsie in einem verschlossenen Koffer“ liege (S. 213). „Von den Leuten, die augenblicklich in der Stadt waren, seinen ein paar »auf Urlaub« […] und ein paar (wie er) hätten keinen anderen Ort, wohin sie gehen könnten, weil sie durch frühere Aufträge ruiniert worden sein“ (ebenda). Eine Abwesenheit noch aktiver Figuren führe zu „enormen Veränderungen“ in den Büchern, in denen sie angestellt sein. Sollis ist „überzeugt davon, daß langweilige philosophische Exkurse, nachdenkliche Einschübe, endlose Beschreibungen von Landschaften, Gebäuden, Inneneinrichtungen und dergleichen allesamt deshalb in Romanen auftauchen, weil der Autor an die »Arbeit« zurückgekehrt ist und seine Figuren nicht mehr dort finden kann, wo er sie gelassen hat“ (S. 214).
- Figuren verschiedener literarischer Formen

Sollis „wies darauf hin, daß er noch nie jemand Unzufriedenen aus einem »kommerziellen« Roman oder einer Illustriertengeschichte getroffen habe. »Die leben in einer Welt aus lauter Küsserei, schönen Klamotten und glatt verlaufenden Scheidungen, mit viel züchtigen Sex dabei«“ (S. 214).
Der Postbote ist „zweidimensional. Seine Wangen waren von einem unnatürlichen Rosa, die Zähne massive kleine Blöcke aus strahlendem Weise und das Grinsen war erschreckend gleichförmig“ und er spricht in Reimen davon „daß er allen Menschen »die Straße rauf und runter« gute Neuigkeiten brächte. Es folgte dann noch irgendeine Idiotie über Mamis und Papis und brave kleine Jungs und Mädel […] Ich dachte, es handele sich vielleicht um einen gefährlichen Verrückten, aber Ned sagte, der sei wahrscheinlich aus einer »Kinderbuchserie«“. Diese Schichtarbeiter seien „anscheinend geschlechtslos und arbeiten als Männer und Frauen“ (S. 460–461, Hervorhebungen im Original).
- der verschwundene Autor

Bereits zu Anfang äußert Halpin den Verdacht, Lamont sei tot (S. 39) – womit auch das Konzept vom Tod des Autors aufgerufen wird. Davon ausgehend, dass nicht Lamont die Geschichte schreibt, fragt sich Halpin gegen Ende des Romans: „Aber wenn er nicht, wer dann? Und wenn es niemand war? Was dann?“ (S. 548).

## Rezeption
Friedhelm Rathjen beschrieb den Roman als „ein echtes Kabinettstück […], eine der Bravourleistungen des Romans unserer Tage überhaupt […] Qualitativer Höhepunkt der totalen Simulation, die ‚Mulligan Stew‘ darstellt, ist die simulierte Nichtqualität. […] Sie sind so entsetzlich schlecht, daß sie nur als Satire zu ertragen sind. […] und wir wollen nicht verhehlen, daß das Verfahren mitunter etwas überstrapaziert wird.“
Roger Boylan schrieb 2010, dass, obwohl es vom The New York Times Book Review als eins der besten Bücher des Jahres 1979 genannt wurde, von Mulligan Stew bisher weniger als 25.000 Kopien verkauft wurden.
Ted Gioia kam zu der ambivalenten Einschätzung: „Nur die ausdauerndsten Leser werden diesen als 500-Seiten-Buch getarnten Hindernislauf überleben. […] Aber es gibt mehr als ausreichend Feuerwerke in Mulligan Stew um diesen mit Marotten und süffisiantem Grinsen gefüllten Ballon unseres Autors aufzuwiegen. […] Die Quintessenz: Dieses Buch beansprucht einen Platz auf jeder Shortlist für die Pflichtlektüre postmoderner Romane.“

## Sonstiges
Der Roman ist Brian O’Nolan alias Flann O’Brien gewidmet. Joachim Kalkas Übersetzung ins Deutsche ist Hans Wollschläger gewidmet.